# التهاب الحجاج مجهول السبب
يشير التهاب الحجاج مجهول السبب إلى التهاب هامشي شبيه بالورم في الأنسجة الرخوة يشمل أي منطقة من الحجاج. ويُعد هذا المرض الكتلة الحجاجية المؤلمة الأكثر شيوعًا بين الأشخاص البالغين، ويترافق بجحوظ العين وشلل العصب القحفي (متلازمة تولوزا - هنت) والتهاب العنبية وانفصال الشبكية. وُصفت متلازمة الالتهاب الحجاجي مجهول السبب، والمعروفة أيضًا باسم الورم الحجاجي الكاذب، أول مرة من قبل غليسون في 1903 ومن قبل بوس وهوشهايم. وُصفت بعدها على أنها كيان منفصل في 1905 من قبل بيرش هيرشفيلد. وهي عملية التهابية حجاجية حميدة وغير حبيبية تتميز بحدوث التهاب حجاجي خارج العين والتهاب في الملحقات العينية دون سبب موضعي أو جهازي معروف. يُشخص المرض بالاستبعاد من خلال استبعاد الأورام والعدوى الأولية والاضطرابات الجهازية. بمجرد تشخيصه، يتميز المرض بإزمانه أو موقعه التشريحي أو نوعه النسيجي الفرعي.
للالتهاب الحجاجي مجهول السبب تظاهرات سريرية متنوعة وفقًا للأنسجة المصابة. يمكن أن تتراوح من عملية التهابية منتشرة إلى التهاب موضّع في العضلات أو الغدة الدمعية أو الدهون الحجاجية. سُمي باسمه السابق، الورم الحجاجي الكاذب، بسبب شبهه بالأورام، إلا أنه يتميز من الناحية النسيجية بالمظهر الالتهابي. وعلى الرغم من أنه حالة حميدة، قد يتظاهر بسَير سريري عدواني يرافقه تراجع شديد في البصر وضعف حركي في العين.

## العلامات والأعراض
عادة ما يعاني الأفراد المصابون من جحوظ عين مؤلم ومفاجئ واحمرار ووذمة. يختلف جحوظ العين وفقًا لدرجة الالتهاب والتليف وتأثير الكتلة. يُشاهد في بعض الأحيان تدلي الجفن ووذمة الملتحمة وضعف الحركة (شلل في عضلات العين) والاعتلال العصبي البصري. قد يظهر تقييد وضغط وتدمير للأنسجة الحجاجية في حالة التصلب الشديد. عادة ما تتطور الأعراض تطورًا حادًا (خلال ساعات إلى أيام)، ولوحظ أيضًا أنها قد تتطور على مدى أسابيع أو حتى أشهر. قد يصاحب هذه الأعراض الشعور بالتوعك والصداع والغثيان. تشمل التظاهرات الأخرى غير العادية الموصوفة الاستسقاء البقعي الكيسي والتهاب الشريان الصدغي والصداع العنقودي.
يمثل التهاب الحجاج مجهول السبب عند الأطفال نحو 17% من مجمل حالات التهاب الحجاج مجهول السبب. العلامة الأكثر شيوعًا هي جحوظ العين، ولكن قد يُعاني المصاب أيضًا من الاحمرار والألم. تختلف المظاهر قليلًا مقارنة بالبالغين إذ تكون الإصابة الثنائية والتهاب العنبية ووذمة القرص وفرط الحمضات في الأنسجة أكثر ظهورًا لدى الأطفال. يشير وجود التهاب العنبية عند الأطفال إلى نتائج سيئة. قد تترافق الإصابة الثنائية مع الأمراض الجهازية بنسبة أعلى.

## الإمراضية
المسبب المحدد لالتهاب الحجاج مجهول السبب غير معروف، ولكن اقتُرحت آليات مُعدية ومناعية. وصفت الكثير من الدراسات الحالات التي ترافق فيها ظهور الورم الحجاجي الكاذب في آن واحد أو بعد عدة أسابيع بالتهابات الجهاز التنفسي العلوي. تقترح دراسة أخرى أجراها ويروستكو وآخرون أن الكائنات الحية التي تشبه الرخصيات تسبب التهابًا حجاجيًا عن طريق تدمير العضيات السيتوبلازمية للخلايا المتطفلة.
لوحظ أيضًا ترافق الورم الحجاجي الكاذب مع داء كرون والذئبة الحمامية الجهازية والتهاب المفاصل الروماتويدي وداء السكري والوهن العضلي الوبيل والتهاب الفقار المقسط، وكلها تعزز الأساس المناعي لالتهاب الحجاج مجهول السبب. تدعم الاستجابة للعلاج بالستيروئيدات القشرية والعوامل المثبطة للمناعة هذه الفكرة أيضًا.
لوحظ أيضًا أن الرضوض تسبق بعض حالات الورم الحجاجي الكاذب. مع ذلك، تشير إحدى الدراسات التي أجراها موتو ليبي وجاكوبيك وسميث إلى أن إطلاق المستضدات المنتشرة الناتجة عن نفاذية الأوعية الدموية المحلية يؤدي إلى سلسلة عمليات التهابية في الأنسجة المصابة.
على الرغم من افتراض هذه الآليات على أنها أسباب محتملة لالتهاب الحجاج مجهول السبب، فإن طبيعتها الدقيقة وعلاقاتها بالحالة ما زالت غير واضحة.